# Lista de ganhadores do Prêmio Capes de Tese
Lista de ganhadores do Prêmio Capes de Tese separados por categoria e por ano, desde sua criação em 2005. A premiação contempla teses de doutorado produzidas no ano anterior ao do julgamento e entrega do prêmio.

### Vencedores do Grande Prêmio Capes de Tese
De 2006 a 2008, o Prêmio Capes de Tese possuía três categorias que eram nomeadas com nomes de cientistas brasileiros que se notabilizaram.
|                             | Prêmio da categoria     | Tese | Autor(a)                         | Orientador(a)                                            | Universidade | Acesso à tese                                        | Ref. |
| Grande Prêmio Capes de Tese | César Lattes            | Desenvolvimento de um processo combinado de evaporação por contato direto e permeação de vapor para tratamento de sucos de frutas                                                  | Cláudio Patrício Ribeiro Júnior  | Paulo Laranjeira da Cunha Lage, Cristiano Piacsek Borges | UFRJ         |                                                      |      |
| Grande Prêmio Capes de Tese | Carl Peter von Dietrich | Co-Ativador-1 do Receptor Ativado por Proliferador do Peroxissoma (PGC-1): um co-ativador de transcrição gênica envolvido com o controle da secreção e ação periférica da insulina | Claudio Teodoro de Souza         | Lício Augusto Velloso                                    | UNICAMP      |                                                      |      |
| Grande Prêmio Capes de Tese | Florestan Fernandes     | Pintura, historia e herois no seculo XIX: Pedro Americo e "Tiradentes Esquartejado"                                                                                                | Maraliz de Castro Vieira Christo | Jorge Coli                                               | UNICAMP      | https://repositorio.unicamp.br/acervo/detalhe/359162 |      |

|                             | Prêmio da categoria | Tese | Autor(a)                 | Orientador(a)                         | Universidade | Acesso à tese | Ref.  |
| Grande Prêmio Capes de Tese | Lobo Carneiro       | Métodos de Langrangiano aumentado com convergência utilizando a condição de dependência linear positiva constante                                                      | Maria Laura Schuverdt    | José Mário Martinez, Roberto Andreani | UNICAMP      |               |       |
| Grande Prêmio Capes de Tese | Johanna Döbereiner  | Isolamento, identificação, síntese e avaliação de campo do feromônio sexual do minador-dos-citrus, Phyllocnistis citrella Stainton, 1956 (Lepidoptera: Gracillariidae) | Ana Lia Parra-Pedrazzoli | Evaldo Ferreira Vilela                | USP          |               |       |
| Grande Prêmio Capes de Tese | Celso Furtado       | Envelhecimento do trabalhador no tempo do capital: problemática social e as tendências das formas de proteção social na sociedade brasileira contemporânea             | Solange Maria Teixeira   | Marina Maciel Abreu                   | UFMA         |               | [ 3 ] |

## Ganhadores por ano
- Prêmio Capes de Tese 2006
- Prêmio Capes de Tese 2007
- Prêmio Capes de Tese 2008
- Prêmio Capes de Tese 2009
- Prêmio Capes de Tese 2010
- Prêmio Capes de Tese 2011
- Prêmio Capes de Tese 2012
- Prêmio Capes de Tese 2013
- Prêmio Capes de Tese 2014
- Prêmio Capes de Tese 2015
- Prêmio Capes de Tese 2016
- Prêmio Capes de Tese 2017
- Prêmio Capes de Tese 2018
- Prêmio Capes de Tese 2019
- Prêmio Capes de Tese 2020
- Prêmio Capes de Tese 2021
- Prêmio Capes de Tese 2022
- Prêmio Capes de Tese 2023